# Сосновский, Альберт
А́льберт Дариуш Сосно́вский (пол. Albert Dariusz Sosnowski; род. 7 марта 1979, Варшава, Польша) — польский боксёр супертяжёлой весовой категории. Чемпион Европы (2009—2010).

## Спортивная карьера
Боксёрскую карьеру начал довольно активно. С частой периодичностью выходя на ринг. Провёл 19 проходных боёв, во всех победил, и неожиданно проиграл менее опытному Артуру Куку, нокаутом в 9-м раунде.
Но постепенно восстановившись, вновь начал набирать рейтинг, выходя уже против более опытных боксёров.
Так он победил поляка, Войцеха Бартника, бывшего чемпиона мира первого тяжёлого веса, Орлина Норриса, южноафриканца, Осборна Машниму и непобеждённого француза, Стива Эрелиуса.
Неожиданно проиграл по очкам джорнимену Зури Лоуренсу, а уже в следующем бою сенсационно нокаутировал Дэнни Уильямса.
Свёл вничью бой с непобеждённым Франческо Пьянетой, и вышел на бой, за титул чемпиона Европы.

### Бой с Паоло Видоцом
Альберт Сосновский стал новым чемпионом Европы по версии EBU в супертяжелом весе, оказавшись быстрее и работоспособнее своего противника и без особых проблем избегал медленных ударов Видоца. Альберт с дистанции спокойно расстреливал Паоло Видоца и уверенно шёл к победе по очкам. В пятом и шестом раундах польский боксер имел неплохие шансы завершить бой досрочно, но Видоц смог выдержать его напор и услышать финальный гонг.

### Чемпионский бой с Виталием Кличко
29 мая 2010 года Сосновский был выбран в качестве претендента на добровольную защиту чемпионского пояса Виталием Кличко. Бой начался не очень активно. Доминирование Виталия Кличко сразу стало заметным. Сосновский хорошо держался весь бой, но время от времени пропускал мощные удары в голову. Поляк наступал, но тут же отходил, и на встречных атаках был часто наказан Виталием Кличко. В 10-м раунде — измотанный Сосновский пропустил очередную серию ударов у канатов, и упал. Рефери глядя на Сосновского, прекратил бой.

### 2010—2013
После поражения от Виталия Кличко, Сосновский в 1-м раунде нокаутировал британца Пола Батлина.
26 марта 2011 года, Альберт проиграл нокаутом за титул чемпиона Европы, немцу украинского происхождения, Александру Дмитренко.
В конце 2011 года свёл вничью 6-раундовый поединок с джорнименом Хастлингом Рассани.
В июне 2012 года принял участие в престижном турнире Prizefighter, в Великобритании. В четвертьфинале победил по очкам американца Мориса Харриса, а в полуфинале проиграл другому американцу, Кевину Джонсону. Оба решения были спорными.
В феврале 2013 года принял участие в турнире Prizefighter. В первом бою проиграл брутальным нокаутом и выпал с ринга. Проиграл в третьем раунде Мартину Рогану.

### 2014
31 мая 2014 года потерпел седьмое поражение в карьере, проиграв бой за титул чемпиона Польши Марцину Рековскому.